# Kęstutis Šapka
Kęstutis Šapka (né le 15 novembre 1949 à Vilnius) est un athlète lituanien, représentant l'Union soviétique, spécialiste du saut en hauteur.

## Biographie
Il devint un sauteur professionnel après les Jeux de Mexico en 1968 où il termina 12 ème de l'épreuve et fut l'un des premiers à adopter le Fosbury.

### Palmarès
| Date | Compétition                    | Lieu     | Résultat | Performance |
| ---- | ------------------------------ | -------- | -------- | ----------- |
| 1971 | Championnats d'Europe en salle | Sofia    | 6e       | 2,14 m      |
| 1971 | Championnats d'Europe          | Helsinki | 1er      | 2,20 m      |
| 1972 | Championnats d'Europe en salle | Grenoble | 2e       | 2,22 m      |
| 1972 | Jeux olympiques                | Munich   | 12e      | 2,15 m      |
| 1974 | Championnats d'Europe en salle | Göteborg | 1er      | 2,22 m      |
| 1974 | Championnats d'Europe          | Rome     | 2e       | 2,25 m      |

### Records
| Épreuve         | Performance | Lieu | Date             |
| --------------- | ----------- | ---- | ---------------- |
| Saut en hauteur | 2,25 m      | Rome | 4 septembre 1974 |